# Alexander Ernst Fesca
Alexander Ernst Fesca (Karlsruhe, 22 de maig del 1820 – Brunswick, 22 de febrer del 1849) fou un pianista i compositor alemany.
Fou deixeble de Karl Rungenhagen i de A.W. Bac a Berlín, i com a pianista feu diverses tournés. Va compondre 4 òperes, que foren molt aplaudides en el seu temps, a saber: Marietta; Die Franzosen in Spanien; Der Troubadour, i Ulrich von Hutten (1849), però és conegut especialment per llurs lieder d'estil molt elevat i notable factura, dels que en publicà una col·lecció de 48.
En els seus últims anys va viure a Brunswick. El seu pare Frederik Ernest Fesca també fou un músic professional.